# Frauenseer Hügelland
Das Frauenseer Hügelland ist nach dem Handbuch der naturräumlichen Gliederung Deutschlands eine naturräumliche Einheit (Nr. 359.2) in der Haupteinheit Salzunger Werrabergland (Nr. 359) der Haupteinheitengruppe Osthessisches Bergland (Nr. 35).
Das Frauenseer Hügelland wird umrahmt vom Werratal von Barchfeld über Heimboldshausen bis Dippach, dann vom Suhltal entlang Gospenroda, Mölmeshof, Josthof, Hetzeberg, dann vom Moorgraben entlang Röhringshof, Gräfen-Nitzendorf, Witzelroda bis Barchfeld.
Der größte Teil des Frauenseer Hügellands ist bewaldet (Frauenseer Forst). 

## Erhebungen
- Steinkopf 452,6 m ü. NN
- Lehnberg 447,9 m ü. NN
- Krayenberg 428,2 m ü. NN
- Die Hardt  409,1 m ü. NN
- Hohe Wart 400,9 m ü. NN
- Winterkasten 383,7 m ü. NN
- Springer Höhe 371,6 m ü. NN
- Hohleberg 366,6 m ü. NN
- Hetzeberg 359,9 m ü. NN
- Auelsberg 346,8 m ü. NN